# Schellenberg

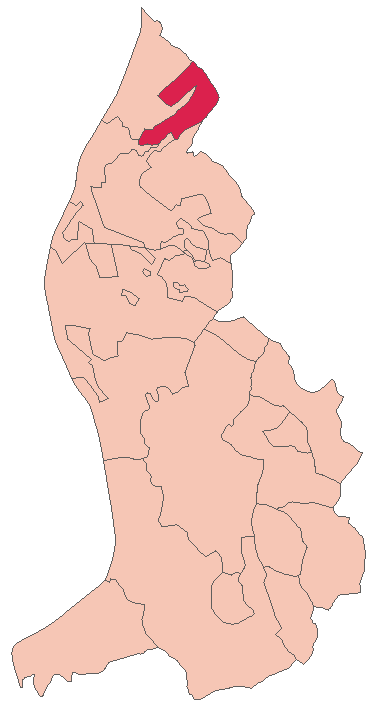
Schellenberg

Schellenberg é uma comunidade do Liechtenstein situada nas terras baixas do país, junto ao rio Reno.  Em 2001 tinha 978hab.  e cobre uma superfície de 3,5 km².
Tem um castelo que foi edificado na Idade Média, o Castelo de Schellenberg.